# Cymbacha simplex
Cymbacha simplex är en spindelart som beskrevs av Simon 1895. Cymbacha simplex ingår i släktet Cymbacha och familjen krabbspindlar.
Artens utbredningsområde är Sri Lanka. Inga underarter finns listade i Catalogue of Life.